# Circaète de Beaudouin
Circaetus beaudouini
Espèce
Statut de conservation UICN

 VU A2bcd+3bcd+4bcd;C1+2a(ii) : Vulnérable
Statut CITES
Le Circaète de Beaudouin (Circaetus beaudouini) est une espèce d'oiseaux de la famille des Accipitridae.

## Répartition
Cette espèce vit en Afrique de l'Ouest, sa répartition couvrant une bande horizontale suivant le Sahel africain mais légèrement plus méridionale.